# Kamenné pařezy pod Habartovem
Kamenné pařezy pod Habartovem je paleontologická a geologická lokalita u města Habartov v okrese Sokolov v Karlovarském kraji.

## Vznik
V Sokolovské pánvi na jejímž vzniku se podílela geologická struktura Oherského riftu se v geologické periodě třetihor, konkrétně v oligocénu a miocénu, vytvářela mezi zdvihajícími se Krušnými horami a Slavkovským lesem soustava rašelinišť, bažin a mělkých jezer do kterých se ukládaly sopečné vyvrženiny. Nejstarší rašeliniště se nacházejí pod Habartovem a staly se základem pro nejspodnější uhelnou sloj nazvanou slojí „Josef“. Tato sloj byla později zasypána sopečným popelem z Doupovských hor a menších sopek v okolí, např. Hlavna a Dasnic. Později vznikla i jezera, která zanikla. Zaniklá jezera začala znova zarůstat subtropickým lesem. Ten byl asi před 23 milióny pohřben pod několikametrovými vrstvami vulkanických popelů. Lokalita se stala cílem řady vědeckých exkurzí a je zařazena do katalogu Geologicky významné lokality České republiky, vydávaného Českou geologickou společností. Lokalita je dokumentem o třetihorním vulkanismu na Českém území a paleobotanickým nalezištěm se zbytky listů a kmenů, které dokládá rychlou klimatickou změnu na přelomu mladších a starších třetihor. Zároveň je součástí národního geoparku Egeria. V severních svazích lomu Medard – Libík byly při rekultivačních pracích ponechány tři výchozy horninových vrstev jako ukázka třetihorní přírody.
Lokalita se nachází nad severozápadním svahem rekulitačního jezera nad územím vyuhlených dolů Medard – Libík nazývané jezero Medard v nadmořské výšce 440 m, tedy asi 40 metrů nad současnou hladinou jezera.